# Вівсяники (Хмельницький район)

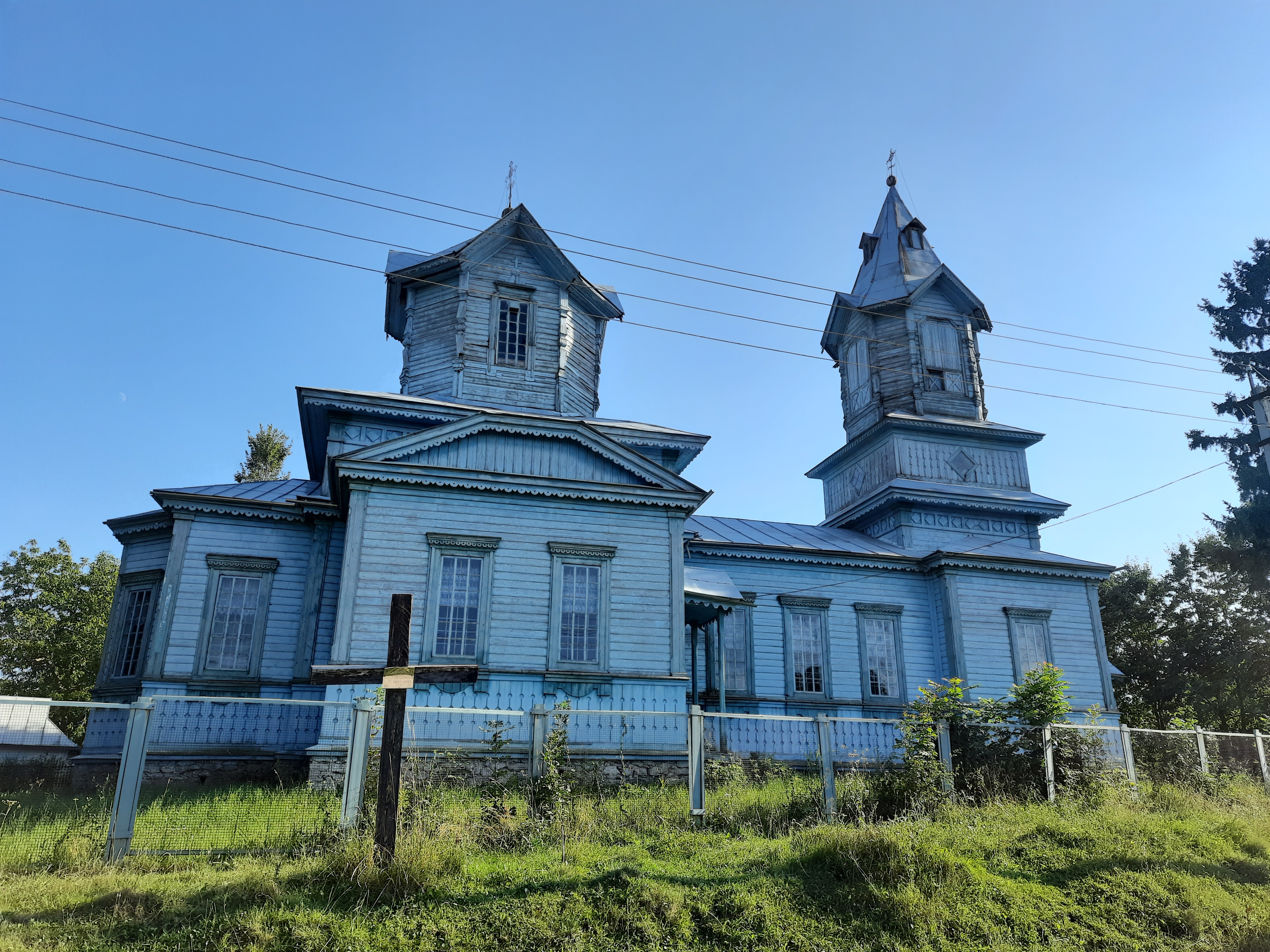
Церква Івана Богослова

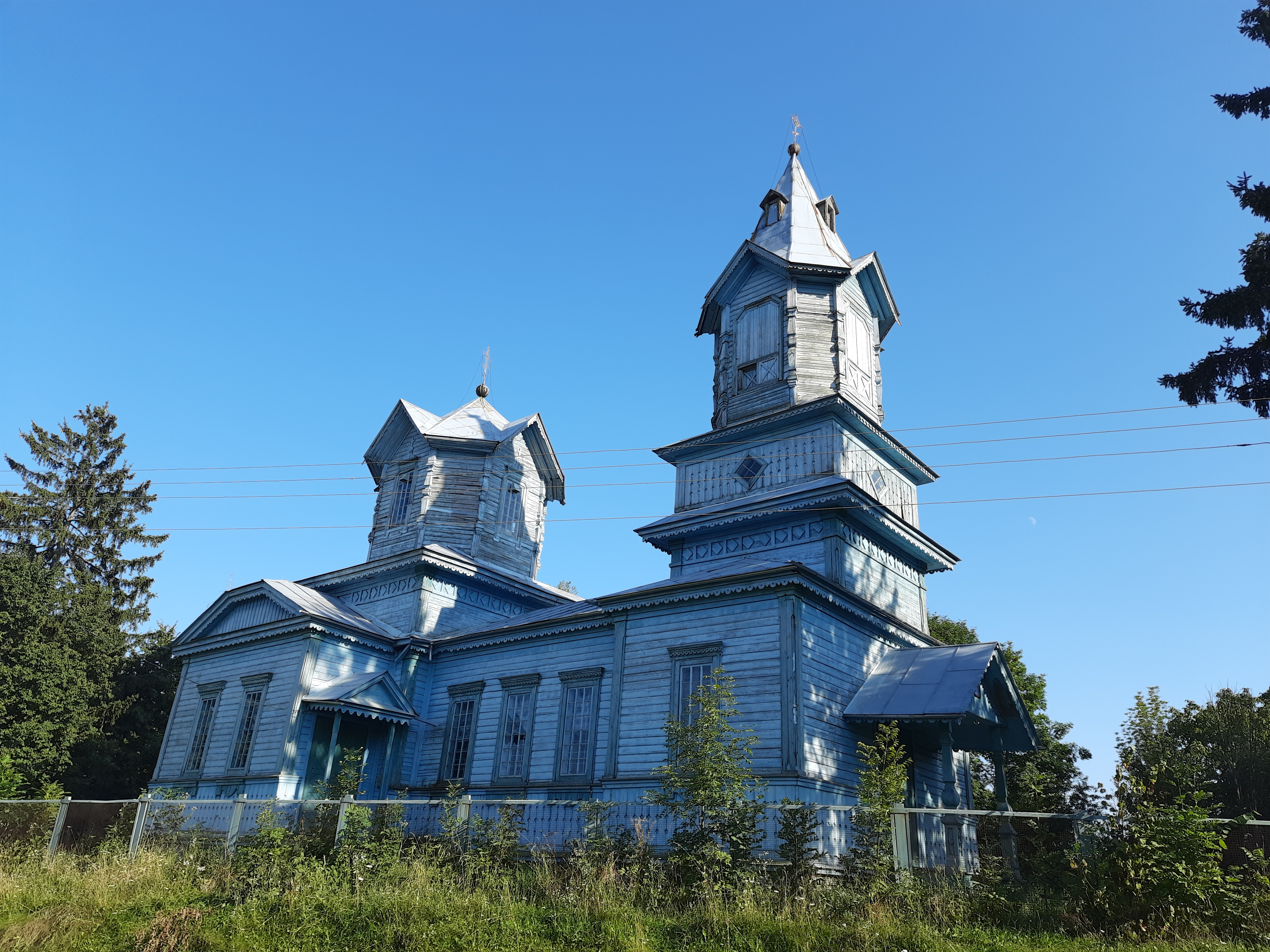
Церква Івана Богослова

Вівся́ники (пол. Owsianiki (3))  — село в Україні, у Вовковинецькій селищній громаді Хмельницького району Хмельницької області. Населення становить 241 особу. Село є крайньою південно-східною точкою Хмельницької області.

## Географія села
Зовнішне фізіко-географічне положення
Село розташовано на косогорах у басейні рік Згар та Згарка. Воно займає територію загальною площею приблизно 1,74 кв. км.
Відстань до адміністративних центрів:
- до м. Хмельницицький — 100 км
- до м. Деражня — 40 км
- до с. Клопотівці — 4 км

Відстань до інших населених пунктів:
- до м. Летичів — 49 км
- до м. Бар — 22 км
- до м. Літин — 30 км (в минулому уїздне місто)
- до с. Дубова — 15 км (по автодорозі)

Село оточують листяні ліси, серед яких відомі такі як: Високи, Поляни, Казенний, Зруби, Дубина, Трибенці, Черешовий. Деякі з них були вирубані для розширення сільськогосподарських територій.
Внутрішня географія села
Історично склалось кілька частин села: Агрішівка, Попівка, Майданець, Центр (біля церкви). В межах села і на прилеглих територіях є кілька штучних ставків: Грабарка та Новий (південь села), Гарашівка і Причеп (північ) та ін. За межами села є ще один ставок. На старих мапах він вказується набагато південніше Грабарки. У селі та біля села є три цвінтари. Перший цвинтар існував з часів утворення села неподалік від церкви. Зараз це велика галявина, на якій випасають худобу. На в'їзді у село з боку дороги на Клопотивці розташовані ще два цвинтарі. Першій, старіший, згідно з мапами, з'явився приблизно у 1905—1910 році. Зараз він в занедбаному стані, більшість могил поросло густим плющем. Другий, з 1965 року, знаходиться поруч зі старим. Є діючим.

## Назва села
У селі поширена легенда, що колись, ще за часів кримсько-татарських навал, село мало назву Сімашки. Сімашки — біблійська назва: «сім» — услишаніє. Сімашки — рай на Землі. Сімашки — Покров Пресвятої Богородиці. Підтверджують наявність Покровського монастиря в місті Бар. Великі всього світу хресні ходи до Покрова Пресвятої Богородиці і село Горбівці. Сімашки — це чоловічий монастир на території землі сьогоднішньої ділянки Козікова. Його організував святий Антоній Печерський. По благословінню Богородиці повернулись монахи на святу гору Грабарка, де побудували п'ятикупольну церкву у монастирі Преображення Господня. Від появи Богородиці на горі Почаїв до появи ікони Зіновенська зімнено територію землі із Хрестової Русі на народну освіту. Загублено визначення слова Русь і імена Болохівських-Руських князів. Від назви Сімашки до нас дійшла лише назва місцевості біля села. Колишній мешканець села та знавець історії села В. Д. Просюк, спираючись на усну пам'ять, що збереглась серед мешканців, так переказує цю історію: «Колись село мало назву Семашки. Його двічі спустошували нащадки тих монголо-татар, що зруйнували наш стародавній Київ. З тих пір назва Семашки збереглась тільки за полем, що розташоване між урочищами Довга поляна та Луганщина. Вижилі поселенці нібито перемістилися ближче до лісу, на Довгу поляну. Однак, через деякий час, їх там знову обложили кримські татари. Вцілілі сховалися на Вівсюках, на дальній лісовій галявині, навколо якої виросло поселення.»
Сам В. Д. Просюк спростовує цю легенду та дає своє тлумачення історії походження назви села:
«… польське слово „семашки“ ще в стародавні часи замінювало в побуті такі поняття як площа, територія, простір, нивки, невеликі ґрунти. Але село Семашки у власності Проскурівського староства та Літинського повіту не згадується»
У всіх доступних історичних джерелах та мапах, починаючи з початку XVI сторіччя, село згадується лише як Овсяники.
Друга назва «Вівсяники» з'явилась у радянські часи, у 1925 році. Можливо, це спроба укладача першої радянської збірки про місця Поділля перекласти російське (на думку укладача) слово «Овсяники» на українську — «Вівсяники». З тих пір назва Овсяники використовується лише як російська назва села.

## Історія села

### Перші поселенці
Перші поселенці, скоріше за все, прийшли сюди з Прикарпаття та Волині. На цю думку наводять ті факти, що головним заняттям мешканців села у XVI столітті було розведення овець. Саме вівцями вони сплачували податі своїм боярам.
До кінця XVI століття кількість мешканців була не постійна та змінювалась від 30 до 60 людей. Можливо, що причиною тому були часті напади кримських татар, які спустошували населенні місця Поділля. Саме ці поселенці побудували в селі Вівсяники 5-купольну церкву. Коли церкви завжди був ярмарок. Про цей ярмарок досі пам'ятають мешканці села. А на захід від церкви знаходився цвинтар. Це дає підставу вважати, що церква була частиною монастиря, який не зберігся до XIX століття.

### У складі Польського королівства
За офіційними відомостями село засновано у 1514 році. Можливо, що і раніше, але перші згадки відносяться саме до цього року.
Подільське воєводство Барське староство (1538—1793). Серед сіл, що з'явилися під час розвитку Барського староства з ініціативи королеви Бони Сфорца не згадується. Тому воно могло з'явитися або раніше, або навпаки — після смерті королеви. Приблизно у 1565 році село з'являється у офіційних документах як Овсяники.
Подільський еялет Барський санджак (1672—1699). У період з 1673 по 1681 роки у еялеті османами було проведено перепис податного населення.
За умовами Карловицького конгресу Поділля разом з фортецями та селами було повернено до складу Речі Посполитій.
Володіння Кільчевських. 30 грудня 1738 року Король Польський Август ІІІ продав село Овсяники разом «зі всіма селянами, полями, прибутками та приналежностями» подружжю дворян Кільчевських Іосіфу та Розалії.
Володіння Куравських. На підставі консенса Короля Польського Станіслава Августа від 20 вересня 1767 року при особистії присутності дворянин Іосіф Кільчевський підтвердив згоду переуступити свої права на село Овсяники подружжю Куравськи Іосіфу та Анні.
Село Петрані.
До села Вівсяники було приписано село Петрані (або Ременна), яке також згадується у польських джерелах з XVI століття. У 1563 році пустир на місці села Петрані був подарований польським королем Сигізмундом II Августом боярам Петрановським, нащадки яких у 1616 році довели свої права на поселення Петрані, що виникло тут.
У 1770 році власником села був Василь Петровський, а згодом перейшло у власність Липського та Васютинського. До кінця XVIII століття обидва села входили до складу королівських маєтків та належали до Горбовецького староства.

### У складі Російської імперії
Після другого поділу Речі Посполитої у 1793 році село на короткий час увійшло до складу Брацлавського намісництва.
Згідно з імператорським указом від 12(23) грудня 1796 року була утворена Подільська губернія. Село Вівсяники (Овсяникъ) увійшло до складу Літинського повіту Подільської губернії як центр Вівсяницької волості.
В період 1795—1800 рр. село отримала в довічну власність Анна Максимівна Куровська, яка там проживала одна і, очевидно, не була надто заможною, якщо мала серед прислуги лише 2 «душі». Можливо, народна пам'ять зберегла перекази саме про цю жінку як «пані Вівсянецьку».
В 12 березня 1818 році село Вівсяники було жалувано на 12 років генерал-майору Карбонеру без сплати кварти. Останній 15 березня 1819 року уступив свої права маршалку Фабіану Липинському, Ольгопольському ватажку дворянства у 1819—1825 роках.
26 грудня 1823 року село було жалувано генерал-майору німецького походження Федору Карловичу Тімроту. Але через загибель останнього село було повернено у казну на умовах знищення прав на нього та в замін щорічно вносити у Імператорський Виховний будинок у Санкт-Петербурзьку Опікунську Раду на користь дітей генерала по 1000 руб. сріблом «для прирощення відсотків», починаючи з 23 березня 1830 року.
З 23 березня 1830 року село жалувано командиру лейб-гвардії єгерського полку генерал-майору Степану Григоровичу Полешко. Пожалувано з умовою сплати кварти у розмірі 587 карбованців сріблом. Справи по керуванню селом від імені власника вів дворянин Владислав Михайлович Шишковський, що мешкав у селищі Лука Барська Літинського повіту.
З другої половини XIX століття село Вівсяники стало казенною власністю, а село Петрані залишилось поміщицькою власністю.

Культурне життя мешканців села наприкінці XIX сторіччя не залишилось без уваги київських етнографів та фольклористів. У 1873 році дослідниками Південно-Західного відділення Імператорського руського географічного товариства зі слів студента Миколи Бєлінського була записана історія зустрічі з лірником з села Овсяники Литинського повіту. На жаль розповідач не згадав ім'я цього лірники, але повідомив, що «…этот лирник человек еще не старый: ему ни как не более тридцати лет; он женат и имеет семейство… Он привык получать щедрые вознаграждения. За сообщение одной песни он потребовал у меня пятьдесят копеек». Від цього лірника нам дійшла пісня, яку він співав у ярмарковий день біля жіночого монастиря у Браїлові. Пісня «Про панщину»:
Летіла зозуленька понад гори, села
Чогось наша громада смутна, невесела;
Летіла вона, сіла спочивати.
Сходьтеся добрі люди, щось має казати,
Щось має казати, щей говорити:
Що не будете бідні люди паньщини робити…
Перша світова війна, 1914—1918 роки. В архівних документах часів Першої світової війни збереглися списки загиблих та зниклих безвісти, серед яких перелічуються імена 81 мешканця села та волості. Вони служили у різних званнях від рядового до старшого унтер-офіцера. Були й такі, що пішли на фронт добровольцями: Стемблевський Кузьма та Новіцький Володимир Савельевич. Деякі були нагороджені Геогрієвськими крестами (Колодій Міхайло).

### Село у радянські часи
За 1932—1933 роки у селі померло близько 30 людей.

## Церква Св. Іоана Богослова у селі
Адміністративно церква належала до 1-го Благочинного округу Літинського повіту Подільської Єпархії. За всю історію села було збудовано три церкви.
Перша церква (до 1732). Як свідчить легенда, перша сільська церква у 1732 році була продана поміщику села Немерче Могилевського повіту. У тому сілі стара овсянецька церква прослужила ще майже 150 років [ПЦ, c. 743].
Друга церква (1732—1919). Друга церква у селі Вівсяники була побудована у 1732 році на кошті прихожан. Церква мала дерев'яну будівлю. За формою трьохкупольна, триверха хрещата з залізним дахом. Дзвіниця збудована окремо у 1743 р. На ній був один дзвін з датою 1743 р. [ПЦ, c. 584—585] (див. на фото). Чотириярусний іконостас прикрашений іконами простої роботи. Дерев'яні стіни з внутрішньої сторони стругані та прикрашені живописом з біблейськими сценами.

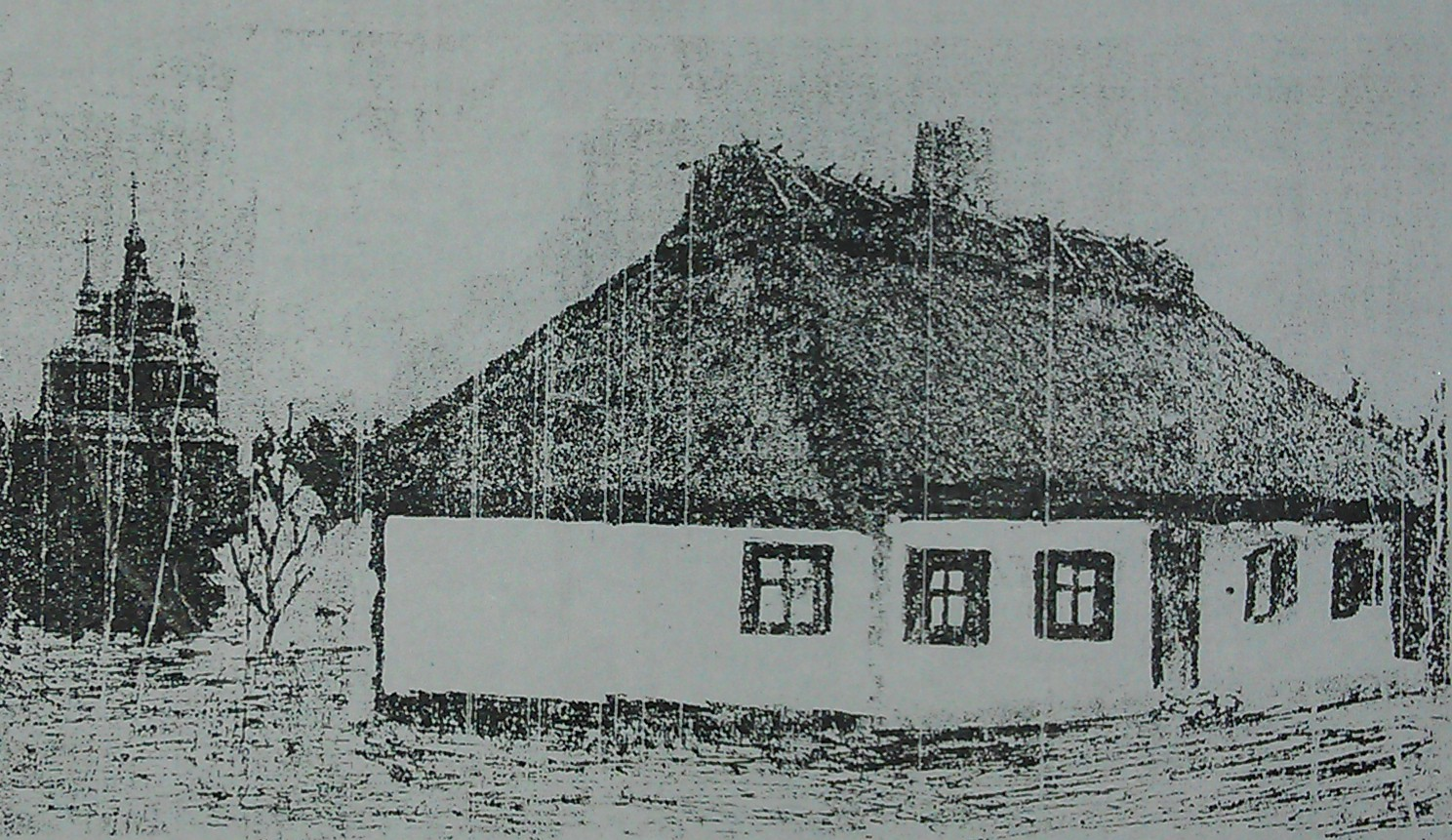
Друга церква села Вівсяники Літинського повіту (фото з колекції В. Просюка)

До церкви приписана також Св. Успенська дерев'яна церква села Петрані, яка була збудована у 1745 році, зі старим трьохярусним іконостасом.
У середині XVIII ст. священиком церкви служив Іоанн Ткач. При ньому велась найстаріша метрична книга церкви, яка охоплює період з 1742 по 1803 роки. Книга велась церковнослов'янською мовою зі вставками польською мовою. Серед записів метричних події є записи по народження та шлюб мешканців села «латинської» віри. Ймовірно це пов'язано з тим, що мешканці села належали до греко-католицької церкви.
Зі священиків довше за всіх служив у Вівсяниках Радіон Качеровський (1825—1859), який помер у селі та був похований на церковному погості.
Ця церква була розібрана та не збереглась.
Третя церква (з 1919 року). У 1911 році було розпочато будування нової більшої церкви. Під її будування була отримана додаткова ділянка поряд зі старою церквою. Межа нової церкви проходила по ділянці селянки Степаніди Кушнір, через що вона судилась зі священиком у губернському суді. Церква мала купол з хрестом та дзвіницю. З середини стеля та стіни були розмальовані за мотивами біблейських історій місцевим маляром В. Вдовиченком. Освячення церкви відбулося у 1919 році.
У 30-ті роки ХХ століття за ініціативою сільради церква буда закрита, а купол зруйнований. Тоді ж був знищений старовинний іконостас. Під час німецької окупації церкву знову відкрили. Селяни замість поваленого куполу зробили шатро, яке існує й сьогодні. Після звільнення села від німців сільська рада церкву знову закрила та зробила в її приміщенні зерносховище.
Відновлення богослужіння у церкві сталося 22 квітня 1989 року. Тоді ж почалась поступова реставрація церкви. Реставрація велась силами кількох місцевих селян (Сави Гараша, Григорія Риндюка, Андрія Сторожука та Івана Вдовиченка).
Зараз це діючий храм, що належить до УПЦ.

Церква. Сучасний вигляд (фото П. Т. Кушнір)

## Згадки про село під час діяльностіУстима Кармалюка
Під час діяльності Устим Кармалюк зі своїм загоном переховувався в лісах поблизу Вівсяник, Головчинець (нині Кармалюково) та Дубова. Ці ж села були й місцем основних пограбувань.
Апогей зв'язків розбійника Кармелюка з селом Вівсяники припав на березень 1822 року.
15 березня 1822 року комісія Літинського нижнього земського суду ухвалила рішення про відкриття своєї присутності в селі Овсяниках. У рішенні було записано: «Приступити таємним чином, відсель,.. чинити слідство та розшук про піймання грабіжників, а задля потрібних таємних розсилань та роз'їздів затребувати з дальніх селищ верховну шляхту, окрім тих, що маються наразі при земському справнику Літинської інвалідної команди 26 чоловік рядових, які також застосовуються з-під руки таємним чином для розвідки про грабіжників»
Для учасників слідчої комісії в Овсяниках було виділене приміщення сільської управи державними селянами, приміщення в хатах попа та економа. В них, а також в хатах соцького та десятники, у розміщувалася охорона та залучені кінні шляхтичі з дальніх селищ.
У ході слідства було встановлено, що Вівсяники досить часто страждали від грабіжницьких вилазок Кармалюка. Дослідник Валерій Дячок, спираючись на матеріали слідства, вказує на кілька таких випадків:
В ході чергового слідства, яке проводилося комісією Літинського повітового суду з 24 березня по 30 грудня 1822 р., з'ясувалося, що з літа 1819 р. до арешту в березні 1822 р. У. Кармалюк займався, переважно, крадіжками. Зокрема в с. Головчинцях та Овсяниках.
Про один з таких розбійних візитів Устима Кармалюка у село розповідає відомий український письменник Олесь Бузина: "У лютому 1822 року найкращий друг «загінной шляхти» знову пішов на «мокру» справу. І знову його жертвою став простий, нешляхетского походження, зате багатий козак — Павло Опаловський. Його, правда, не хотіли вбивати, але так іскололі піками, випитуючи, де гроші, що бідолаха через кілька днів сам віддав Богові душу. У Опаловського банда Кармалюка (сподіваюся, ніхто не стане називати її «повстанською армією») взяла як здобич 2000 золотих і четвірку коней.
Втішені успіхом, «партизани» накинулися після цього на хату якогось господарського мужика в селі Вівсяники. Але тут їх чекав жорстокий облом — доля-індичка повернулася задом. Як тільки розбійники, по-своєму звичаю, почали допит з пристрастю, намагаючись дізнатися, де «каса», з будинку вирвався малолітній синочок господаря і на всю вулицю почав кликати на допомогу. «Рятуйте!» — Пролунало в нічній тиші.
Згадки про розбійнічу діяльність У. Кармалюка збереглись у селі і понині. В свій час ліворуч від сучасної вул. Кармалюка тягнувся підземний хід, по якому Устим Кармалюк ходів «у гості» до пані Овсянецької. Тунель було засипано, оскільки він почав провалюватися. Люди, що мешкають вздовж цієї вулиці, щороку знаходять безліч монет, медальйонів та інших старожитностей, пов'язаних із життям подільського розбійника-романтика.
Знавець історії села В. Д. Просюк так описує пам'ятки, що сьогодні можуть нагадувати про повстання Кармелюка:
«Багато років неспокійного життя віддаляють нас від березневих подій 1822 року в селі Овсяниках. Час не зберіг їх учасників. Давно вже немає хат, що належали попу, економу та сільської управи, де утримувався Кармалюк. Місто, де упізнавали його діти та односельці, знаходиться на городі Петранівських, поряд із будівлею теперішнього сільського клубу. Колись тут юрмилися зацікавлені місцеві мешканці, спостерігаючи за великим зборищем озброєних панів та важливим розбійником. Звідси підозрювані-свідки поверталися додому в Дубову, Головчинці та інші села. По всій окрузі вони розносили побачене та почуте у селі Овсяниках, та, осіняючи себе хресним знаменням, чекали милостивого Божого суду…»

## Родини та населення села
Ще в документах XVI століття у згадках про село з'являться родини орачів Вдовиченків, Самолюків, Костюків та Чересів, а також ремісників Колодіїв, Мукомелів та Швеців. Можливо, що саме ці родини були засновниками села та першими його мешканцями.
Починаючи з XVIII ст. село стає великим та багатолюдним. За довгу історію села тут з'явилося чимало родин: Галайки, Гончарі, Ткачуки, Базілевські, Кушніри, Провозіни, Просюки, Рачинські та інші.
Нащадки цих родин постійно мешкали та досі мешкають у селі.